# 栗原菜緒
栗原 菜緒（くりはら なお、1984年〈昭和59年〉2月11日 - ）は、日本のデザイナー、起業家、実業家。現・ランジェリーブランド「NAO LINGERIE」の代表取締役、日本ランジェリー協会専務理事。夫は文仁親王妃紀子の実弟の川嶋舟（東京農業大学准教授）。

## 人物・経歴
両親共に実家が町工場を経営していたため、職人たちを手伝いながら子供時代を送る。中学時代のある日、鏡の前の下着姿の自分を見て「きれいだな」と感じたことが転機となる。それは生まれてはじめて自分を肯定できた瞬間だったという。こうした原体験から、「女性の誇りや尊厳を守る、“心のプロテクター”としての下着を創りたい」と思うようになる。
2012年、コンサルティング会社勤務を経て、ランジェリーデザインを学ぶためにミラノへ留学。帰国後、日本の職人技術にインスピレーションを得たランジェリーを考案し、2013年for Grace株式会社を起業。
同年、Shanghai Mode Lingerie 2013で
「NAO LINGERIE」としてデビュー。
日本の素晴らしい職人技術によって、見た目の美しさと機能性をあわせもちながら「女性の身体と尊厳を守る」、メイド・イン・ジャパンのランジェリーをつくり続けている。
学習院大学で政治学を修め、その後米国オレゴン大学に留学し日米関係史を学ぶ上で日本の国際的地位の向上の必要性を痛感した。帰国後,その目的のためには自らが外交官となり国家に貢献することを志す。まずその手段として外務省に一般職非常勤国家公務員として奉職し、国際法に関する外交政策、条約の締結などの業務を担当する国際法局において勤務していた。
個人活動としては、2021年にYouTube番組「尊厳TV-今なお考え中。-」、2022年にはPodcast「Dignity Channel-the尊厳-」を開設。

## メディア出演

### テレビ
- セブンルール（関西テレビ、2017年8月）
- ガイアの夜明け（テレビ東京、2018年10月[5]）
- 超人女子（テレビ朝日、2018年9月）
- その他の人に会ってみた（TBSテレビ、2019年10月15日）

### 雑誌・ウェブマガジン
- Forbes JAPAN「Beyond Systems Women2021」 [3]「CEO'S LIFE」[6]
- WWD JAPAN「ランジェリー業界のゲームチェンジャー」　[7]
- ITmedia「日本女性の胸「苦しめない」女性起業家、裸一貫からの挑戦」[8]
- Precious.jp[9]
- nippon.com　犬山紙子対談　この女性（ひと）に会いたい」[10]
- Oggi 連載「下着フィッティングルームの秘め事」
- 日経MJ「クリエイター特集」
- 繊研新聞
- クロワッサン（マガジンハウス）「美しき人生のそばに34」
- Discover Japan
- 25ans
- anan